# 夸龙高原
夸龙高原（法語：Plateau du Coiron，法語發音：[plato dy kwaʁɔ̃]）是法国阿尔代什省的一个火山玄武岩高原，位于法國中央高原最东端，普里瓦、贝尔新城和罗什莫尔三座城镇之间。其最高点为海拔1017米的布朗迪讷峰。